# Banpo
Banpo (半坡S, BànpōP) è un sito archeologico situato ad est di Xi'an, nella provincia dello Shaanxi, in Cina, dove sono stati rinvenuti i resti di un villaggio neolitico associato con la cultura di Yangshao. I siti con ritrovamenti simili sono considerati appartenenti alla fase Banpo (5000 - 4000 a.C.) della cultura di Yangshao. 

## Il sito
Gli scavi di Banpo, organizzati dall'Istituto di Archeologia cinese, si svolsero fra il 1954 e il 1957, e coprono un'area di circa cinquantamila metri quadri. Il sito è circondato da un fossato, composto da quarantasei abitazioni, fosse per la conservazione delle merci, duecentocinquanta tombe e fornaci situate al di fuori del perimetro del fossato. Molte case erano parzialmente interrate, con una pianta circolare o quadrangolare ed il pavimento situato circa un metro al di sotto del livello di superficie. Le case erano sostenute da pali di legno piramidali ed avevano tetti scheletrici di legno foderati con paglia e fango. Il focolare, situato al centro della capanna è diversificato nella forma e nella struttura, dalla fase antica a quella più recente, nella quale assunse una caratteristica forma a doppia zucca. Intorno al focolare è presente un vaso utilizzato come contenitore dei carboni.
Le altre differenze emerse tra le due fasi storiche sono le piante delle capanne passate da una forma quadrangolare a una più circolare o rettangolare, e la maggiore grandezza delle celle di magazzino.

## Condizioni di vita

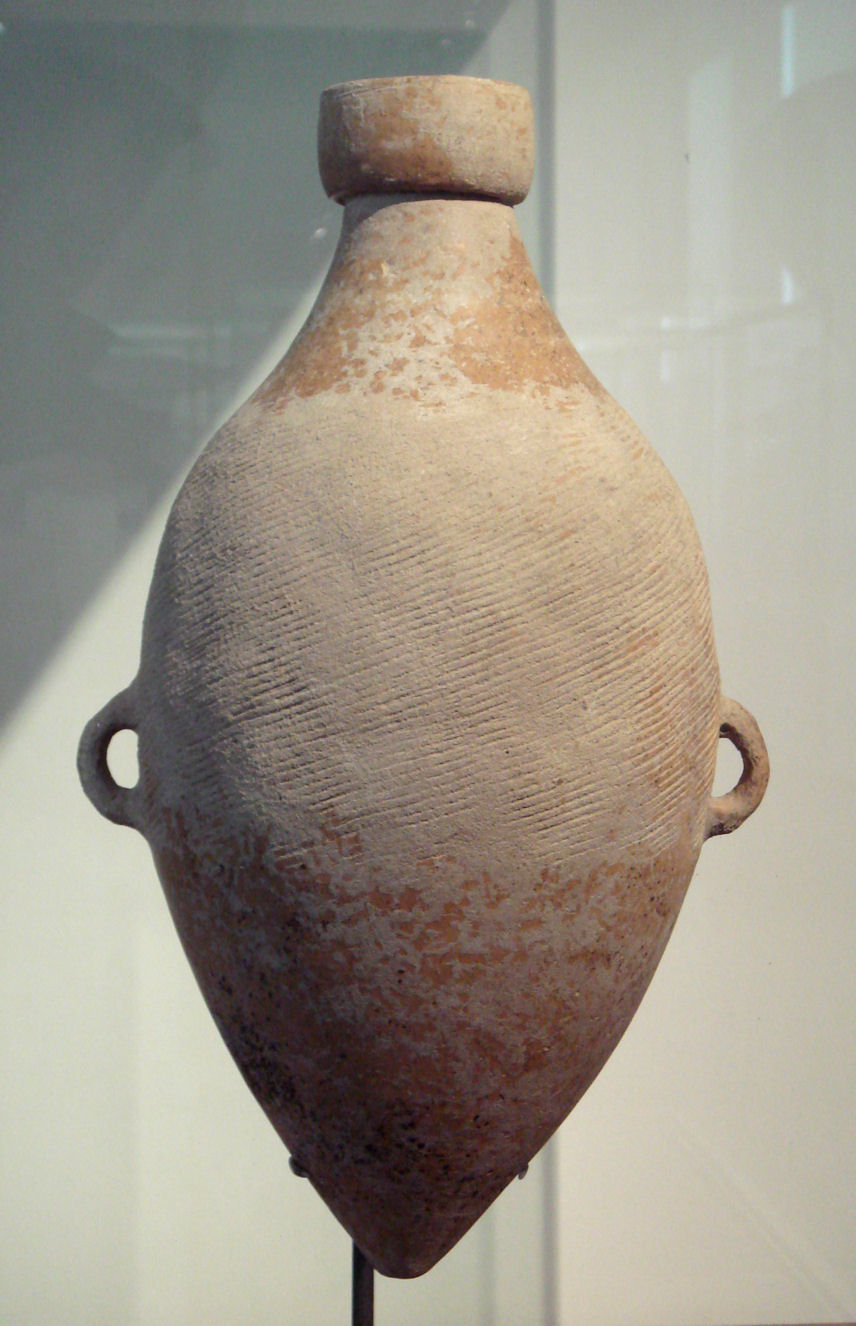
Anfora

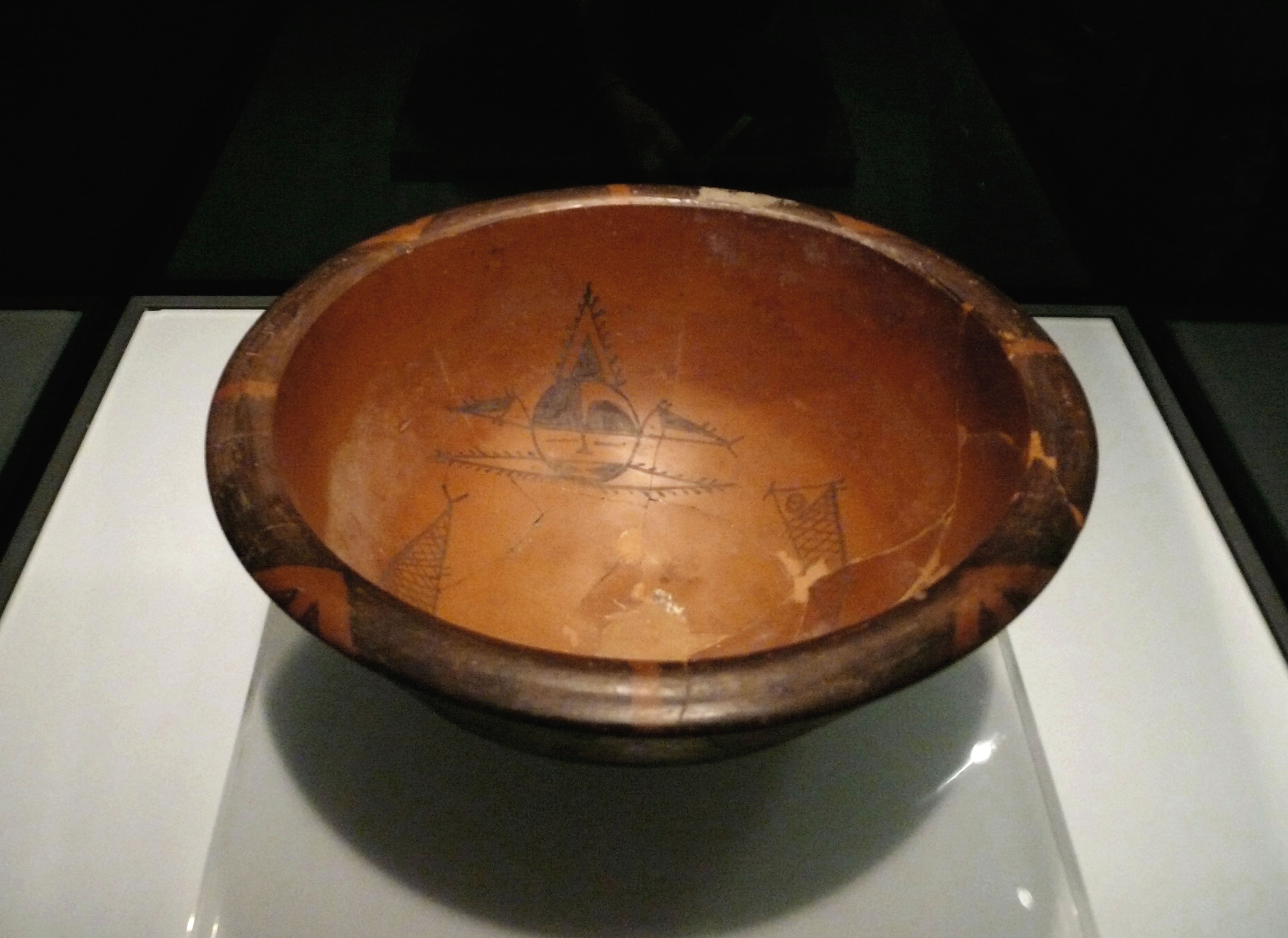
Bacile con decorazione a faccia umana.

Gli oltre ottomila resti di attrezzi indicano come oltre all'agricoltura, coltivazione di miglio e cavolo soprattutto, gli abitanti praticassero anche l'allevamento e la caccia, testimoniata dai residui di animali come lepri e cervi e di attrezzi quali punte di freccia e proiettili di pietra; la pesca invece è stata confermata dalla presenza di arpioni, attrezzi per le reti e frammenti di reti. Non mancano residui di utensili da carpenteria, come scalpelli e asce, e da tessitura e per la lavorazione di pelli.
Più scarsi e poco sviluppati gli oggetti personali ad eccezione dei bracciali, degli spilloni per capelli e delle collane.
Le sepolture rintracciate sono generalmente singole e provviste di ricchi corredi funerari, composte da vasi, bottiglie e ciotole.
Alcuni elementi del sito, come la presenza di una capanna centrale più grande delle altre, fanno pensare ad una struttura sociale similare al clan, non escludente caste già privilegiate.

## Artigianato
Una delle attività tipiche della cultura di Yangshao è stata la ceramica, come confermato dai cinquecentomila residui di vasi. La camera di cottura utilizzata fu verticale od obliqua, le forme del vasellame sono quelle adatte per un uso quotidiano, ossia piriformi con grande imboccatura e incisioni di temi impressi, per lo più a sfondo animale o antropomorfo o geometrici.
Sul vasellame sono state rilevate alcune incisioni che alcuni studiosi hanno interpretato come numeri o come precursori di una forma di scrittura, mentre altri ritengono che queste interpretazioni siano al momento premature.
Il sito è ora sede dello Xi'an Banpo Museum.